# Contea di Wuchuan
La contea di Wuchuan (武川县S, Wǔchuān XiànP) è una contea della Cina, situata nella regione autonoma della Mongolia Interna e amministrata dalla prefettura di Hohhot.